# Playground
Playground es un programa de televisión infantil, protagonizado por Juan Macedonio y Julieta Nair Calvo en Latinoamérica (excepto en México) y Fernando Soberanes y Liesl Lar en México, emitido por Disney Junior entre 2013 y 2017.

## Argumento
El programa combina canciones y bailes en situaciones de juego, fomentando la creatividad y la entretención, proponiendo un espacio mágico incentivando la imaginación en los niños, con actividades educativas y divertidas.